# Soronia grisea
Soronia grisea är en skalbaggsart som först beskrevs av Carl von Linné 1758.  Soronia grisea ingår i släktet Soronia, och familjen glansbaggar. Arten är reproducerande i Sverige.